# Millbrook (New York)
Millbrook  ist ein Dorf (Village) im Dutchess County im Osten des US-Bundesstaates New York.
Der im Hudson Valley gelegene Ort beherbergt neben dem Tonstudio, in dem Move Like This von The Cars aufgenommen wurde, gleich drei botanische Gärten: das Mary Flagler Cary Arboretum, das Clay Arboretum und den Innisfree Garden.

## Persönlichkeiten
- Norman Bluhm (1921–1999), Maler
- James L. Buckley (1923–2023), Politiker
- Diane DiPrima (1934–2020), Schriftstellerin
- Ray Eames (1912–1988), Designerin
- Margaret Hamilton (1902–1985), Schauspielerin
- Rachel Kempson (1910–2003), Schauspielerin
- Daniel Scott Lamont (1851–1905), Minister
- Peter R. Marler (1928–2014), Neurobiologe
- Liam Neeson (* 1952), Schauspieler
- Fernando Nottebohm (* 1940), Neurobiologe
- Natasha Richardson (1963–2009), Schauspielerin
- Obadiah Titus (1789–1854), Politiker
- Henry Vail (1782–1853), Politiker
- Robert Trump (-2020), Bruder des US-Präsidenten[2]